# Эд III де Пороэт
Эд (Эдон, Эон) III (фр. Eudon (Éon, Eudes) III; умер 1231) — граф де Пороэт с не ранее чем 1180 г., сын Эда II, герцога Бретани, и Жанны де Леон.

## Биография
Отец Эда III Эд II умер не ранее 1180 года. Эд, его старший сын от второго брака, стал вторым графом де Пороэт. Однако он был последним графом, а также представителем главной ветви дома де Пороэт. У него было три дочери - Матильда, Элеонора и Жанна. Они после смерти отца вместе со своими мужьями разделили графство на три небольших виконтства.

## Брак и дети
Имя первой жены неизвестно. Вторая жена - Маргарита, происхождение не выяснено. Дети (от первой жены):
- Матильда; муж — Жоффруа (ум. 1212), сеньор де Фужер
- Элеонора; 1-й муж — Ален V (ум. 1242), виконт де Роган; 2-й муж — Пьер де Шемийе (ум. 1254/1255), сир де Шемийе, сын Ги де Туара, герцога Бретани
- Жанна; муж — Оливье де Монтобан